# 桜前線 (小柳ルミ子の曲)
「桜前線」（さくらぜんせん）は小柳ルミ子の17枚目のシングル。1976年1月10日にワーナー・パイオニアから発売された。

## 収録曲
- 全曲編曲：馬飼野俊一

1. 桜前線（4'08"）
作詞：麻生香太郎／作曲：徳久広司
2. 赤い糸（2'44"）
作詞：藤公之介／作曲：井上忠夫